# جورج أنطوان شابوت
جورج أنطوان شابوت هو قاضي وسياسي فرنسي، ولد في 13 أبريل 1758 في مونلوسون في فرنسا، وتوفي في 18 أبريل 1819 في باريس في فرنسا. انتخب member of the Council of Elders ‏ وانتخب Member of the Council of Five Hundred ‏.